# 淡江大學站
淡江大學站位於新北市淡水區淡金路（台2線）及水源街二段交叉口，是淡海輕軌綠山線的車站。

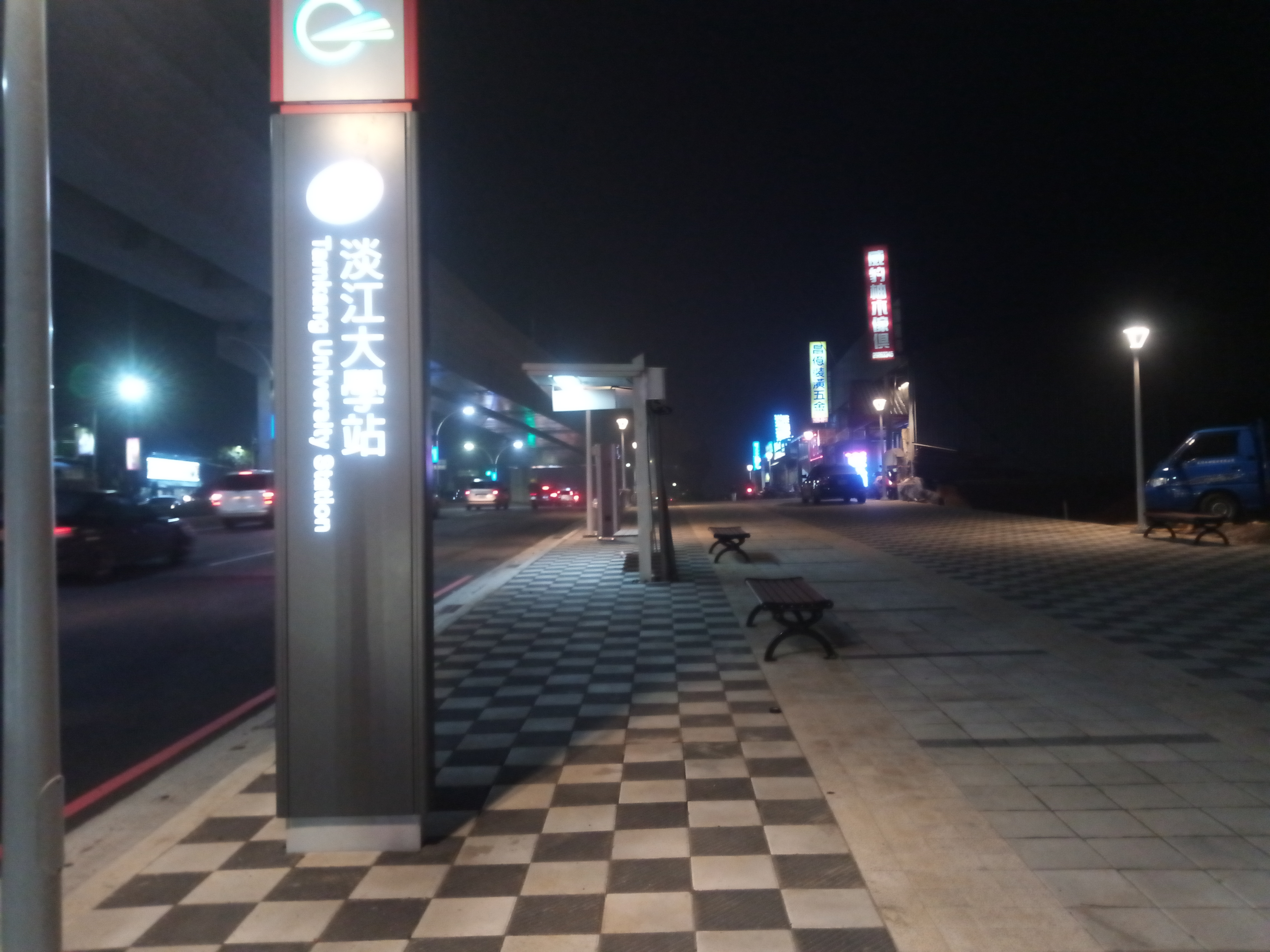
淡海輕軌淡江大學站出口

## 車站構造
- 側式月台兩座

### 月台配置
| 地上 二樓 | 側式月台，右側開門 | 側式月台，右側開門                                    |
| 地上 二樓 | 一月台             | ← 淡海輕軌 往崁頂／淡水漁人碼頭方向（V05 淡金北新站） |
| 地上 二樓 | 二月台             | 淡海輕軌 往紅樹林方向（V03 淡金鄧公站）→              |
| 地上 二樓 | 側式月台，右側開門 |                                                       |
| 地面      | 出入口             | 電扶梯、無障礙電梯                                    |

## 歷史
- 2014年8月動工
- 2018年12月23日啟用[3][4][1] 。

## 利用狀況
| 年   | 年間    | 年間    | 年間     | 年間     | 1日平均 | 1日平均 |
| 年   | 上車    | 下車    | 上下車計 | 來源     | 上車    | 上下車  |
| ---- | ------- | ------- | -------- | -------- | ------- | ------- |
| 2018 | 沒資料  | 沒資料  | 沒資料   | [ 註 1 ] | 沒資料  | 沒資料  |
| 2019 | 100,000 | 158,000 | 258,000  | [ 註 2 ] | 299     | 772     |

## 車站周邊
- 淡江大學總校區（又稱為淡水校區）
  - 海事博物館
  - 淡江大學圖書館（總館以及鍾靈分館）
- 大屯高爾夫球場
- 台灣高爾夫俱樂部
- 佑昇高爾夫休閒農場
- 淡江農場
- 台灣自來水公司淡水營運所
- 新北市公共自行車租賃系統
  - 輕軌淡江大學站

## 公車資訊
| 編號 | 經營業者           | 區間                     | 備註 |
| ---- | ------------------ | ------------------------ | ---- |
| 879  | 淡水客運           | 馬偕醫學院－關渡         |      |
| 882  | 淡水客運           | 馬偕醫學院－捷運紅樹林站 |      |
| 957  | 淡水客運、指南客運 | 淡海新市鎮－捷運劍南路站 |      |
| 983  | 淡水客運           | 淡海新市鎮－捷運關渡站   |      |
| 紅23 | 三重客運           | 淡海－關渡               |      |

## 腳註

### 備註
1. ↑  2018年12月24日營運開始，但免費。
2. ↑  108年新北市捷運統計年報（來源：新北捷運公司。2018年12月23日營運開始，2020年2月1日起開始收費，運量從此日開始計334天）[5]

### 來源資料
1. 1 2  .   [2018-12-24]. （原始内容存档于2020-06-07）.
2. ↑  李雅雯. . 自由時報電子報. 2015-09-18  [2015-09-17]. （原始内容存档于2020-06-07） （中文（臺灣））.
3. ↑  黃紫緹，淡海輕軌12/23通車 加速帶動區域發展；明年6月起淡海輕軌將導入全國最多的9大行動支付工具 （页面存档备份，存于），台灣英文新聞，2018-12-18
4. ↑  賴筱桐，卸任前送大禮 朱立倫宣布淡海輕軌23日通車 （页面存档备份，存于），自由時報電子報，2018-12-18
5. ↑   (PDF). 新北市政府捷運工程局: 44–48. 2020-06-04  [2020-06-06]. （原始内容 (PDF)存档于2020-06-07）.

## 外部連結
- 新北大眾捷運股份有限公司 （页面存档备份，存于）
- 新北市政府捷運工程局 （页面存档备份，存于）